# Wolfgang Krause (linguiste)
Wolfgang Krause (18 septembre 1895, Steglitz – 14 août 1970, Göttingen) est un linguiste allemand. Il a travaillé sur les langues celtiques et tokhariennes, ainsi que sur la runologie et les langues germaniques.